# Little Langton
Little Langton – osada w Anglii, w hrabstwie North Yorkshire, w dystrykcie (unitary authority) North Yorkshire. Leży 53 km na północny zachód od miasta York i 329 km na północ od Londynu.